# 村井長賴
村井長賴（1543年—1605年12月6日）是日本戰國時代至江戶時代初期的武將。前田氏家臣。通稱又兵衛、長八郎、豐後守。兒子有長次。本姓平氏（桓武平氏）。家紋是丸之內上羽蝶。

## 生平
在天文12年（1543年）出生。最初仕於織田氏家臣前田利久（前田利家的哥哥），而因為織田信長的命令，利家繼承前田家，於是成為利家的家臣。在利家一時間離開織田家時跟隨，常常在戰場中一同戰鬥，曾幾次以身體保護利家，拜領利家下賜通稱「又左衛門」的「又」字，受到利家信賴。
此後，在進攻石山本願寺、進攻金森城、長篠之戰等戰事中立下許多軍功，在利家受封至加賀國並成為大名後，成為家老，與奧村永福等人一同建立起加賀藩的基礎，並擔任金澤町奉行。在利家死後隱居，當德川家康打算征伐加賀時，在前田利長把母親芳春院當作人質送往江戶時，亦跟隨前往江戶。
在慶長10年（1605年）於江戶死去。享年62歲。

## 人物
- 被利家稱為「髭殿」（髭即鬍鬚），因為會留著很誇張的鬍鬚。

## 登場作品
電視劇
- 『利家與松』（NHK大河劇，演員：的場浩司，2002年）